# Макгилл, Билл
Билл «Холм» Макгилл (англ. Bill «The Hill» McGill; 16 сентября 1939 года, Сан-Анджело, штат Техас — 11 июля 2014 года, Солт-Лейк-Сити, штат Юта, США) — американский профессиональный баскетболист.

## Карьера игрока
Играл на позиции центрового. Учился в Университете Юты, в 1962 году был выбран на драфте НБА под 1-м номером командой «Чикаго Зефирс». Позже выступал за команды «Нью-Йорк Никс», «Сент-Луис Хокс», «Лос-Анджелес Лейкерс», «Денвер Рокетс» (АБА), «Лос-Анджелес Старз» (АБА), «Питтсбург Пайперс» (АБА) и «Даллас Чеперрелс» (АБА). Всего в НБА провёл 3 сезона. Один раз включался в 1-ю всеамериканскую сборную NCAA (1962), а также один раз — во 2-ю всеамериканскую сборную NCAA (1961). Всего за карьеру в НБА сыграл 158 игр, в которых набрал 1613 очков (в среднем 10,2 за игру), сделал 611 подборов и 168 передач.
Последние два сезона своей профессиональной карьеры Макгилл провёл в АБА, выступая за команды «Денвер Рокетс», «Лос-Анджелес Старз», «Питтсбург Пайперс» и «Даллас Чеперрелс». Всего за карьеру в АБА сыграл 137 игр, в которых набрал 1481 очко (в среднем 10,8 за игру), сделал 675 подборов и 162 передачи.

## Смерть
Билл Макгилл умер 11 июля 2014 года на 75-м году жизни.

## Статистика

### Статистика в НБА
| Сезон                                                                                    | Команда        | Регулярный сезон | Регулярный сезон | Регулярный сезон | Регулярный сезон | Регулярный сезон | Регулярный сезон | Регулярный сезон | Регулярный сезон | Регулярный сезон | Регулярный сезон | Регулярный сезон | Серия плей-офф | Серия плей-офф | Серия плей-офф | Серия плей-офф | Серия плей-офф | Серия плей-офф | Серия плей-офф | Серия плей-офф | Серия плей-офф | Серия плей-офф | Серия плей-офф |
| Сезон                                                                                    | Команда        | GP               | GS               | MPG              | FG%              | 3P%              | FT%              | RPG              | APG              | SPG              | BPG              | PPG              | GP             | GS             | MPG            | FG%            | 3P%            | FT%            | RPG            | APG            | SPG            | BPG            | PPG            |
| ---------------------------------------------------------------------------------------- | -------------- | ---------------- | ---------------- | ---------------- | ---------------- | ---------------- | ---------------- | ---------------- | ---------------- | ---------------- | ---------------- | ---------------- | -------------- | -------------- | -------------- | -------------- | -------------- | -------------- | -------------- | -------------- | -------------- | -------------- | -------------- |
| 1962/63                                                                                  | Чикаго Зефирс  | 60               |                  | 9,8              | 51,3             |                  | 67,2             | 2,7              | 0,6              |                  |                  | 7,4              | Не участвовал  | Не участвовал  | Не участвовал  | Не участвовал  | Не участвовал  | Не участвовал  | Не участвовал  | Не участвовал  | Не участвовал  | Не участвовал  | Не участвовал  |
| 1963/64                                                                                  | Нью-Йорк       | 68               |                  | 25,5             | 48,7             |                  | 72,0             | 5,9              | 1,8              |                  |                  | 16,0             | Не участвовал  | Не участвовал  | Не участвовал  | Не участвовал  | Не участвовал  | Не участвовал  | Не участвовал  | Не участвовал  | Не участвовал  | Не участвовал  | Не участвовал  |
| 1963/64                                                                                  | Балтимор       | 6                |                  | 7,8              | 45,8             |                  | 81,8             | 2,7              | 0,0              |                  |                  | 5,2              | Не участвовал  | Не участвовал  | Не участвовал  | Не участвовал  | Не участвовал  | Не участвовал  | Не участвовал  | Не участвовал  | Не участвовал  | Не участвовал  | Не участвовал  |
| 1964/65                                                                                  | Сент-Луис Хокс | 16               |                  | 6,0              | 31,1             |                  | 75,0             | 1,5              | 0,4              |                  |                  | 2,5              | Не участвовал  | Не участвовал  | Не участвовал  | Не участвовал  | Не участвовал  | Не участвовал  | Не участвовал  | Не участвовал  | Не участвовал  | Не участвовал  | Не участвовал  |
| 1964/65                                                                                  | Лейкерс        | 8                |                  | 4,6              | 35,0             |                  | 100,0            | 1,5              | 0,4              |                  |                  | 1,9              | 5              |                | 6,8            | 55,6           |                | 100,0          | 1,8            | 0,4            |                |                | 2,2            |
|                                                                                          | Всего          | 158              |                  | 15,9             | 48,6             |                  | 71,1             | 3,9              | 1,1              |                  |                  | 10,2             | 5              |                | 6,8            | 55,6           |                | 100,0          | 1,8            | 0,4            |                |                | 2,2            |
| Наведите курсор мыши на аббревиатуры в заголовке таблицы, чтобы прочесть их расшифровку. |                |                  |                  |                  |                  |                  |                  |                  |                  |                  |                  |                  |                |                |                |                |                |                |                |                |                |                |                |